# Гропелло-Кайроли
Гропелло-Кайроли (итал. Gropello Cairoli) — коммуна в Италии, располагается в регионе Ломбардия, подчиняется административному центру Павия.
Население составляет 4096 человек, плотность населения составляет 158 чел./км². Занимает площадь 26 км². Почтовый индекс — 27027. Телефонный код — 0382.
Покровителем населённого пункта считается святой великомученик Георгий Победоносец. Праздник ежегодно празднуется 23 апреля.